# Bernard Dudot
Pour les articles homonymes, voir Dudot.
Bernard Dudot, né le 30 janvier 1939  à Nancy, est un ingénieur français qui a œuvré dans le domaine du développement des moteurs V6 turbocompressés, V10, V8 et V12 atmosphériques de Formule 1. Il a travaillé chez Alpine, Renault Sport, Prost Grand Prix avant de revenir dans le groupe Renault, puis de prendre des responsabilités techniques au sein de l'organisation des championnats GP2 Series et GP3 Series ainsi qu'auprès de l'organisation des 24 Heures du Mans.

## Biographie

### Chez Alpine
Formé au Centre d'Etudes Supérieures des Techniques Industrielles,, il convainc, en 1967,  Jean Rédelé de créer un département de développement de moteurs afin de réduire la dépendance vis-à-vis des fournisseurs (Gordini, Mignotet et Moteur Moderne). En 1971, il prépare, pour le championnat de France de Formule 3, un moteur de Renault 16 monté dans un châssis conçu par André de Cortanze. En 1972, il adjoint un turbo au moteur d'une berlinette Alpine, qui remporte le Rallye des Cévennes aux mains de Jean-Luc Thérier. En 1973, à la demande de Jean Terramorsi, il part étudier la technologie du turbocompresseur aux États-Unis, en particulier chez Garrett qui s'illustre en IndyCar Series.

### Chez Renault Sport
Après le rachat d'Alpine par Renault, Bernard Dudot rejoint la filiale Renault Sport du constructeur français, à Viry-Châtillon où l'ingénieur responsable des châssis François Castaing, et l'ingénieur Jean-Pierre Boudy responsable du moteur V6 atmosphérique de 2 litres de cylindrée préparent une future monoplace de Formule 2.
Bernard Dudot prend la responsabilité de la conception et du développement d'un moteur V6 2 litres turbocompressé de compétition qui débute en 1976 aux 24 Heures du Mans dans un châssis Alpine-Renault A441. Jean-Pierre Jabouille et Patrick Tambay réalisent le meilleur temps. Dans sa version 2,2 litres, ce moteur dispute les championnats du monde des Sports Prototypes et remporte les 24 heures du Mans en 1978 dans un châssis A442 piloté par Didier Pironi et de Jean-Pierre Jaussaud (la seule victoire Renault au Mans). 
On lui confie ensuite la préparation d'un moteur turbocompressé pour la Formule 1, V6 1,5 litre, essayé discrètement sur le circuit Michelin de Lacours, à bord d'une Sport Prototype. La Renault RS01 de Formule 1, dont le châssis RS01 a été conçu par François Castaing et le moteur EF1 par Bernard Dudot, effectue sa première course officielle au Grand Prix de Grande-Bretagne 1977 ; les Britanniques la surnomment la théière jaune à cause de la fumée que dégage la casse régulière de son turbocompresseur. Outre le manque de fiabilité, la principale difficulté vient du temps de réponse -de l'ordre de 2 secondes- qui rend le pilotage délicat. 
Il fait évoluer la motorisation en utilisant d'abord un biturbocompresseur puis un refroidissement de l'air préalablement à la compression (intercooler à air) et enfin l'injection électronique pour remplacer l'injection mécanique trop gourmande en carburant. Cette technologie, qui conduit Renault au succès en Formule 1, est imitée dès 1981 par la plupart des autres motoristes de formule 1 (Alfa Romeo, BMW, Ferrari, Hart, Honda, TAG Porsche, etc.).  Dans sa version finale -EF 15B- le moteur Renault atteint 900 chevaux en qualification (800 CV en course) et permet à Ayrton Senna de remporter deux victoires pour Lotus en 1986. 
En 1980, Dudot est nommé directeur technique de Renault Sport. En 1986, il dirige l’équipe qui mène à terme la technique du rappel pneumatique des soupapes et révolutionne l’ère des moteurs atmosphériques de compétition. Sous sa responsabilité, les équipes de Renault Sport conçoivent et développent ensuite les moteurs V10, V8 et V12 atmosphériques au gré de l'évolution de la règlementation de la Fédération internationale de l’automobile. 
En 1997, lorsque Renault abandonne la Formule 1, il rejoint Prost Grand Prix.

### Chez Prost Grand Prix
Bernard Dudot devient directeur technique de l'écurie fondée par Alain Prost sur les bases de l’écurie Ligier et utilisant le moteur Peugeot V10 développé sous la responsabilité de son ancien collègue Jean-Pierre Boudy. Les résultats ne sont pas à la hauteur des ambitions du quadruple champion du monde des pilotes qui se sépare de son directeur technique en juin 1999.
En 2000, il prend en charge le département compétition de Magneti Marelli puis, de 2001 à début 2003, il participe au projet Nissan en IndyCar.

### Retour chez Renault
De 2003 à début 2005, il revient à Viry-Châtillon dans la filiale de Renault, devenue Renault F1 Team, comme directeur-adjoint du département moteur de Formule 1.

### Missions techniques d'organisation et de conseil
À partir de 2005, Bernard Dudot consacre sa carrière à des missions techniques en GP2 Series et GP3 Series, ou auprès d'organisateurs de courses automobiles (24 Heures du Mans).